# NEWS MARKET 11
『NEWS MARKET 11』（ニュース・マーケット・イレブン）は、2004年3月29日から2008年9月26日の間テレビ東京系列局とBSジャパンで放送されていた報道番組（昼前ニュース番組）である。

## 概要
『TXNニュースワイド11』終了後、『ニュースウォッチ』と『株式ニュース』に分割された2番組を再び統合し、30分のニュースワイド番組とした。『株式ニュース』や『Closing Bell』とは異なり、普通のニュースを伝えるコーナーもあったが、後述のように経済ニュースに力点がおかれた。『株式ニュース』で行われていた「株価ボード」あるいは株価表示画面を放送しながらの個別銘柄紹介は中止されたが、後述のように騰落率や取引株数上位5銘柄のほか、特筆する値動きをした銘柄の個別紹介は引き続き行われた。株価の表示は、『Closing Bell』が先行採用していた、画面下にテロップで表示する方法を採用、前引けの株価を表示した。初代メインキャスターには、一足先にスタートしていた『Closing Bell』を担当していた槇徳子が抜擢され、一時、昼の「テレビ東京系列（経済）ニュース番組の顔」となった。

## 放送局
- 地上波
  - テレビ東京系列　平日の午前11:00 - 11:30。株式市場が休みとなる祝祭日は休止し、代わりに11:25 (11:55,12:25) - 5分間のTXNニュースを放送
  - 岐阜放送
  - テレビ和歌山 2004年9月30日をもって放送打ち切り
- BS放送
  - BSジャパン　祝日は放送休止

『E morning』（関東地区のみ）の放送開始に伴い、2008年9月26日で、この番組名での放送は終了したが、『E morning』第3部として組み込まれ、放送時間を15分拡大（11:00 - 11:45）した。ただしその後縮小されたため、当番組に近いスタイルに戻った形となった。

## 主な内容（2008年4月 - 放送終了）
- ヘッドライン（3項目 場合によっては2項目）
- オープニング・市況
- ニュース
- マーケット情報（個別銘柄紹介）
- 日替わりコーナー
  - 「日経ヴェリタス」ランキング（月曜）
    - 日経スタジオから日経ヴェリタスの記者が注目銘柄のランキングなどを解説。
    - 2008年3月までは木曜日に「スクランブル」→「「日経ヴェリタス」スクランブル」のコーナー名で、「日経ヴェリタス」（2008年1月までは日経金融新聞に掲載）の名物コラム「スクランブル」の中から注目記事の解説を行っていたが、2008年4月からは「日経ヴェリタス」発行日（毎週日曜日）翌日の月曜日に移動して、現在の形態となった。

  - マーケットアイ（火曜） 
    - 日本経済新聞の証券部の記者が注目のニュースや企業を分析。

  - 水曜ナビ（水曜）
    - 日経スタジオから証券会社のアナリストが解説。

  - ヒット予報（木曜）
    - 注目の新製品の紹介後、日経新商品ウォッチャー（日経産業消費研究所が月2回発行するニュースレター）が、専門家の意見を参考にその新製品がヒットするかを天気に準えて予測。2008年3月までは月曜日に放送。

  - イレブン特集（金曜） 
    - マーケットが注目するニュースや話題をスタジオゲストが斬る
- もぎたてワールド

海外からの話題を3つ程度放送。週一回程度テレビ東京の海外支局取材の話題が放送される時がある（ワールドビジネスサテライト・火曜日のワールドアベニューで放送されたものを放送）。
- 天気予報
- 天気予報のあとの常設コーナー
  - 開始日 - 2006年3月?　「おてんき講座」
  - 2006年4月? - 2007年3月　※コーナーなし
  - 2007年4月 - 現在　「きょうの？（はてな）」※同年6月からは再びコーナーなしの状態
- マーケット情報（東証売買高ランキングなど・個別銘柄）
- 最新ニュース
- エンディング（内藤キャスターによるワンポイント予報・花粉情報・紫外線情報（季節により内容が異なる）など）

マーケット情報は、2006年3月までは東証アローズからの中継だったが、4月からスタジオからの放送となった（2006年12月29日と2007年1月4日の放送はそれぞれ東証の大納会・大発会だったため、東証アローズからの中継となった）。
1回目のマーケット情報以降は、画面下に東京証券取引所1部に上場している全銘柄の前場の終値を表示。なお、2006年3月までは日替わりコーナーで日経平均株価採用銘柄の前場の終値のみを表示していた。
株式市場で重大な出来事が起こった場合は、オープニングに引き続きマーケット情報（時間拡大）となる場合がある（株式市場の世界同時株安による東京市場の株価急落があった、2007年2月28日放送など）。この場合、ニュースコーナーもエンディング前の1回だけとなる。

## 歴代出演者
メインキャスター・ニュースキャスター
| 期間      | 期間      | メイン   | ニュース   | ニュース   | ニュース   | ニュース   | ニュース |
| 期間      | 期間      | メイン   | 月         | 火         | 水         | 木         | 金       |
| --------- | --------- | -------- | ---------- | ---------- | ---------- | ---------- | -------- |
| 2004.3.29 | 2007.3.30 | 槇徳子   | 大岡優一郎 | 矢内雄一郎 | 中川聡     | 増田和也   | 斉藤一也 |
| 2007.4.2  | 2007.9.28 | 槇徳子   | 大岡優一郎 | 大岡優一郎 | 大岡優一郎 | 大岡優一郎 | 斉藤一也 |
| 2007.10.1 | 2008.3.28 | 滝井礼乃 | 大岡優一郎 | 大岡優一郎 | 大岡優一郎 | 大岡優一郎 | 斉藤一也 |
| 2008.3.31 | 2008.9.26 | 滝井礼乃 | 大岡優一郎 | 大岡優一郎 | 大岡優一郎 | 斉藤一也   | 斉藤一也 |

マーケット情報
- 阿部百江（2006年4月 - 2007年7月、マーケット情報）
- 高蝶恵介（2007年7月2日 - 10月、マーケット情報の影読み担当、番組内でのクレジットはなし）
- 梅津智史
- 進藤隆富
- 庄子淳
- 関嗣明
- 俵口和浩
- 二村智子

梅津は主に月曜担当。その他のキャスターは火 - 金に出演していた。
「もぎたてワールド」ナレーター（共に『Opening Bell』と兼任）
- 池谷亨
- 末武里佳子（ - 2007年9月）

お天気コーナー
- 内藤聡子（気象予報士、不在時は美濃岡洋子または井口玲音が担当する）

ヒット予報（木曜）
- 枦山南美（VTRのみ）
- 渡辺正幸（日経新商品ウォッチャー編集長、日経スタジオからの出演）

同コーナーの最終回（総集編）となった2008年9月25日放送分では、2人ともスタジオからの生出演だった。

## 備考
- 新聞のテレビ欄の地上波欄では、「（N）イレブン」、BS欄では「ニュース&マーケット」と表記されている。また、一般に英語表記されることは少なく、専ら「ニュース&マーケットイレブン」と表記されるのがほとんどであった。

- 月・火のみ、第2パートのCM（60秒）のあとに日経スペシャル（月曜日はカンブリア宮殿、火曜日はガイアの夜明け）の番宣CM（15秒）が挿入されているが、BSと独立局では別CMに差し替えられている。なお、これは速ホゥ!の第3パートのCM枠（90秒）のあとでも実施されていたが、2007年4月以降は、同年同月の改編で第3パートのCM枠を放送しない局が出てきたため実施していない。